# Claudio Martínez Mehner
Claudio Martínez Mehner (* 1970 in Bremen) ist ein spanischer Pianist und Klavierpädagoge.

## Leben und Werk
Claudio Martínez Mehner wurde 1970 als Sohn einer spanisch-deutschen Familie in Bremen geboren. Bereits als Jugendlicher studierte er am Real Conservatorio Superior de Madrid bei Amparo Fuster, Pedro Lerma und Joaquín Soriano. Er wirkte als Bratscher im spanischen Jugendorchester sowie als Geiger, Bratscher und Cembalist im Orchester der Deutschen Schule in Madrid mit.
Er setzte sein Klavierstudium am Tchaikovsky-Konservatorium in Moskau und an der Escuela Superior de Música Reina Sofía in Madrid bei Dmitri Baschkirow fort. Später vertiefte er seine Klavierstudien an der Hochschule für Musik Freiburg bei Vitaly Margulis, an der Fondazione per il Pianoforte in Como (Italien) und am Peabody Conservatory in Baltimore (USA) bei Leon Fleisher. Er besuchte Meisterkurse unter anderem bei Murray Perahia, Fou Ts’ong, Alexis Weissenberg, Karl-Ulrich Schnabel, Dietrich Fischer-Dieskau, Mstislav Rostropovich und György Kurtág. Er nahm periodisch über mehrere Jahre Unterricht bei Ferenc Rados.
Im Alter von 13 und 15 Jahren gewann Claudio Martínez im Bundeswettbewerb Jugend musiziert jeweils einen ersten Preis. 1990 erhielt er den Finalistenpreis im Klavierwettbewerb Paloma O’Shea in Santander. Einige Jahre später gewann er Erste Preise bei den internationalen Klavierwettbewerben Pilar Bayona in Saragossa (1992), der Fondation Chimay in Belgien (1993) und Dino Ciani in Mailand (1993).
Als Solist trat Claudio Martínez in Europa, den Vereinigten Staaten, in Russland und in Japan mit renommierten Orchestern wie den Münchner Philharmonikern, den Moskauer Philharmonikern, der Filarmonica del Teatro Alla Scala, dem Scottish Chamber Orchestra oder dem Orchester des Norddeutschen Rundfunks auf. Claudio Martínez Mehner trat auch als begeisterter Kammermusiker hervor. Er gab gemeinsam mit seiner Schwester Vera Martínez Mehner Klavier-Violin-Abende. Mit dem Cuarteto Casals spielte er das Klavierquintett f-Moll op. 34 von Johannes Brahms auf Tonträger ein.
Claudio Martínez wirkte als Klavierdozent lange Zeit als Assistent von Dmitri Baschkirow an der Escuela Superior de Música Reina Sofía in Madrid. Später wirkte er als Professor für Klavier am Conservatorio Superior de Salamanca und am Conservatorio Superior de Aragón in Saragossa. Aktuell lehrt Claudio Martínez an der Hochschule für Musik und Tanz Köln und an der Hochschule für Musik Basel.